# Тезинка
Тезинка — деревня в Родниковском районе Ивановской области, входит в Каминское сельское поселение.

## История
В 1981 году Указом Президиума Верховного Совета РСФСР деревня Новинское переименована в Тезинка.

## Население
| 2010 |
| ---- |
| 21   |